# Bismarckturm (Viersen)
Der Bismarckturm in Viersen ist ein als Bismarckdenkmal errichteter Aussichtsturm und eines der Wahrzeichen der Stadt. 

## Geografische Lage
Der Bismarckturm steht im Nordwesten von Alt-Viersen im Waldgelände „Hoher Busch“; er befindet sich auf der Wilhelmshöhe, dem mit 84,94 m ü. NN höchstgelegenen Punkt Viersens. Zur Zeit der Erbauung hatte man von hier einen weiten Blick auf die Niers-Niederung. Heute ist diese Aussicht durch hoch gewachsene Bäume versperrt.

## Baugeschichte und Architektur
Auf einer Kaisergeburtstagsfeier regten patriotisch eingestellte Viersener Bürger im Jahr 1899 den Bau an, gründeten einen Ausschuss und verfassten einen Spendenaufruf, dem unter anderem auch der damalige Bürgermeister Peter Stern folgte. 104 Bürger spendeten die Bausumme von circa 36.000 Mark. Das Projekt hatte aber auch Gegner: Der Viersener Pfarrer Lorenz Richen meinte in einer Rede vor Katholiken, Bismarck solle vom religiösen und patriotischen Standpunkt aus nicht auf diese Weise geehrt werden, was zur Folge hatte, dass er anschließend von seinem Amt als amtlicher Schulinspektor suspendiert wurde.
Vorbereitende Arbeiten begannen bereits 1900. Nach einem von dem Dresdner Architekten Wilhelm Kreis geschaffenen und von der „Deutschen Studentenschaft“ preisgekrönten Entwurf „Götterdämmerung“ wurden damals zahlreiche Bismarcktürme errichtet. Für Viersen schuf Wilhelm Kreis eine schlankere Form seines Entwurfes mit aufgesetzter Feuerschale. Als Material verwendete man Grauwacke aus dem Wiehltal, die zu Quadern verarbeitet wurde.
An der Grundsteinlegung nahmen mehrere Tausend Menschen teil; der Turm (meist als „Bismarcksäule“ bezeichnet) wurde bereits im Juni 1901 fertiggestellt. Er hat eine Höhe von 18,22 Metern. Bei der Einweihung fand am Abend die erste Befeuerung statt, und bis in die Zeit des Ersten Weltkriegs wurde der Turm jährlich am Geburtstag Bismarcks befeuert (Brenndauer: ungefähr zwei Stunden, Flammenhöhe zirka 4 bis 5 Meter).
In dem Unterbau, der aus drei sich nach oben verkleinernden Podesten besteht, führen 12 darin eingearbeitete Stufen zur eisernen Eingangstür. Vier Säulen mit einem Durchmesser von 1,80 m befinden sich auf den Ecken des Sockels; diese sind mit der Mauer so verbunden, dass dreiviertel ihrer Rundungen von außen sichtbar sind. Darüber erhebt sich mit ausladendem Gesims ein Architrav. Der Düsseldorfer Architekt Josef Kleesattel entwarf die Tür an der Westseite mit einem farbigen Bismarck-Wappen sowie dem Bismarck-Leitspruch „In trinitate robur“ („In der Dreieinigkeit liegt die Kraft“) und der Berliner Bildhauer Arnold Künne schuf für die Ostseite ein Bronzerelief. Im Innern des Turmes führt eine steile Eisentreppe mit 60 Stufen zur Aussichtsplattform.
Ende der 1970er Jahre wurde der Zugang aus versicherungstechnischen Gründen geschlossen; eine Sanierung war unumgänglich. Aus Kostengründen konnte diese erst 2001 im Rahmen der EUROGA beginnen, 370.000 DM wurden von der Stadt Viersen und der Stadtsparkasse sowie durch einen Landeszuschuss aufgebracht. Unter anderem ersetzte man die Fugen, deren Zementmörtel bröckelte, durch Trass-Mörtel, der an Naturwerksteinen relativ wenig Ausblühungen verursacht.

## Heutige Nutzung
Am 15. Oktober 1963 erwarb der Verschönerungsverein zu Viersen (VVV) Eigentum am Viersener Bismarckturm. Seit 1990 steht dieser aus wissenschaftlichen, künstlerischen und historischen Gründen unter Denkmalschutz; Erhaltung und Nutzung müssen darauf Rücksicht nehmen. Nach abgeschlossener Sanierung wurde das Gebäude 2003 wieder eröffnet. Die zwischenzeitliche Betreuung und Öffnung des Turmes durch Viersener Funkamateure ist seit 2015 eingestellt, eine Turmbesteigung aufgrund von Schäden dauerhaft ausgeschlossen. Der Verschönerungsverein plant jedoch gemeinsam mit dem Heimatverein Viersen und der Stadt die erneute Sanierung und Wiederzugänglichmachung (Stand: April 2019).